# Нижнечуманка
Нижнечуманка — село в Баевском районе Алтайского края России. Административный центр Нижнечуманского сельсовета.

## География
Село находится в северо-западной части Алтайского края, в лесостепной приобской зоне, на левом берегу реки Чуман (правый приток реки Кулунда), на расстоянии примерно 9 километров (по прямой) к западу-юго-западу (WSW) от села Баево, административного центра района. Средняя температура января −18,7 °C, июля — +19,4 °C. Годовое количество осадков — 330 мм.

## История
Деревня Нижне-Чуманка (Малишевка) была основана а 1720 году. В 1928 году в деревне функционировали школа и лавка общества потребителей, имелось 290 хозяйств, проживало 1582 человека. В административном отношении Нижне-Чуманка являлась центром сельсовета Баевского района Каменского округа Сибирского края.

## Население
| 1926  | 1997  | 1998  | 1999  | 2000  | 2001  | 2002  |
| ----- | ----- | ----- | ----- | ----- | ----- | ----- |
| 1382  | ↘1163 | ↘1130 | ↘1127 | ↘1091 | ↘1072 | ↗1092 |
| 2003  | 2004  | 2005  | 2006  | 2007  | 2008  | 2009  |
| ↘1058 | ↗1062 | ↘1049 | ↘994  | ↗999  | ↘986  | ↘881  |
| 2010  | 2011  | 2012  | 2013  |       |       |       |
| ↗912  | ↘905  | ↘875  | ↘861  |       |       |       |

Согласно результатам переписи 2002 года, в национальной структуре населения русские составляли 96 %.

## Инфраструктура
В селе функционирует средняя общеобразовательная школа и детский сад.В селе работает совхоз "Заря", несколько продовольственных магазинов,один магазин мебели и техники,а также пекарня.

## Улицы
Уличная сеть села состоит из 11 улиц и 2 переулков:
- 40 лет Октября Улица
- Боровая Улица
- Заринская Улица
- Кулундинская Улица
- Ленина Улица
- Луговая Улица
- Некрасова Улица
- Новая Улица
- Садовая Улица
- Совхозная Улица
- Чудинова Улица
- Партизанский Переулок
- Первомайский Переулок

Примечания
1. 1 2 3 4  Численность населения по муниципальным образованиям на 1 января 2011, 2012, 2013 гг. (в том числе по населённым пунктам) по данным текущего учёта
2. ↑  О районе. Официальный сайт Администрации Баевского района Алтайского края. Дата обращения: 27 июня 2017. Архивировано 16 января 2021 года.
3. ↑  Список населённых мест Сибирского края. – Том 1. Округа Юго-Западной Сибири. – Новосибирск: Сибирский Краевой Исполнительный Комитет. Статистический отдел, 1928. – 831 с. стр. 381
4. ↑  Список населённых мест Сибирского края (Том I)
5. 1 2 3 4 5 6 7 8 9 10 11 12 13  Численность населения по сельским населённым пунктам на 1 января (по данным похозяйственного учёта) по 2010 год
6. ↑  ВПН-2010. Алтайский край
7. ↑  Коряков Ю. Б.. База данных «Этно-языковой состав населённых пунктов России». Дата обращения: 27 июня 2017. Архивировано 13 июля 2014 года.
8. ↑  Общеобразовательные организации Баевского района. Дата обращения: 27 июня 2017. Архивировано из оригинала 19 августа 2018 года. // Сайт Комитета Администрации Баевского района по образованию
9. ↑  Регионы России → Алтайский край. → Баевский р-н → Нижнечуманка с. Дата обращения: 27 июня 2017. Архивировано 27 марта 2018 года.